# Klaus Ulonska
Klaus Ulonska, wł. Klaus Dinckels-Ulonska (ur. 10 grudnia 1942 w Kolonii, zm. 14 marca 2015 tamże) – niemiecki lekkoatleta, sprinter, mistrz Europy z 1962. W czasie swojej kariery reprezentował Republikę Federalną Niemiec. Później działacz sportowy, wieloletni prezes klubu SC Fortuna Köln.
Startując w wspólnej reprezentacji Niemiec zdobył złoty medal w sztafecie 4 × 100 metrów na mistrzostwach Europy w 1962 w Belgradzie (sztafeta niemiecka biegła w składzie: Ulonska, Peter Gamper, Jochen Bender i Manfred Germar), a w biegu na 200 metrów odpadł w półfinale. Wynikiem 39,5 s sztafeta wyrównała wówczas rekord RFN.
Był mistrzem RFN w sztafecie 4 × 100 metrów w 1961 i 1963. Był również wicemistrzem RFN w biegu na 100 metrów w 1961 oraz brązowym medalistą w biegu na 200 metrów w 1963.
Później przez wiele lat Ulonska był działaczem klubu SC Fortuna Köln, a od 2006 do swej śmierci jego prezesem.
Był odznaczony Krzyżem Kawalerskim Orderu Zasługi Republiki Federalnej Niemiec w 1987 oraz Krzyżem Oficerskim tego orderu w 2014.
Zmarł na zawał mięśnia sercowego. Został pochowany na cmentarzu Melaten.